# Сошное
Сошное (укр. Сошне) — село в Изяславском районе Хмельницкой области Украины.
Население по переписи 2001 года составляло 490 человек. Почтовый индекс — 30309. Телефонный код — 3852. Занимает площадь 1,631 км². Код КОАТУУ — 6822186901.

## Местный совет
30300, Хмельницкая обл., Изяславский р-н, с. Сошное, ул. Центральная, 33